# Società Sportiva Calcio Bari
La Società Sportiva Calcio Bari, meglio nota come Bari, è una società calcistica italiana con sede nella città di Bari. Milita in Serie B, la seconda divisione del campionato italiano.
È erede della tradizione dell'Associazione Sportiva Bari, società costituita nel 1928 dalla fusione dei sodalizi calcistici baresi Liberty e Ideale, e con questa si richiama al Bari Foot-Ball Club, fondato nel 1908. 
È tradizionalmente soprannominata "squadra ascensore" per le numerose promozioni e retrocessioni susseguitesi negli anni tra la Serie A e le categorie inferiori, soprattutto la Serie B. Chiamata comunemente, anche presso la stampa, "la Bari" fino agli anni sessanta, è stata poi indicata come "il Bari", sebbene alcuni suoi tifosi usino talvolta indicare ancora la squadra al femminile. Lo storico barese Gianni Antonucci ha definito, in alcune sue pubblicazioni, il Bari come "la squadra più stramba del calcio italiano". I colori sociali sono il bianco e il rosso, mentre comune è il soprannome Galletti, desunto dalla mascotte.
Il suo miglior piazzamento in massima serie è il 7º posto della stagione 1946-47. Nella sua storia ha vinto due campionati di Serie B, uno di Serie C e uno Scudetto di IV Serie, mentre in ambito internazionale annovera la vittoria di una Coppa Mitropa nel 1990. Il Bari risulta al 19º posto nella classifica perpetua della Serie A, al 3º posto nella classifica perpetua della Serie B e al 17º posto nella graduatoria della tradizione sportiva italiana secondo i criteri della FIGC.

## Storia

### I primi vent'anni del calcio a Bari (1908-1928)

La prima formazione del Bari del 1908.

La società calcistica Bari Foot-Ball Club viene fondata nella città omonima il 15 gennaio 1908, con atto notarile stipulato l'11 aprile seguente, principalmente da alcuni commercianti oriundi originari di vari paesi europei; il principale fondatore è Floriano Ludwig, di famiglia austriaca. I colori sociali sono il bianco e il rosso, ispirati all'effigie comunale di Bari. Come altre realtà contemporanee del Sud Italia, il Bari partecipa a poche competizioni ufficiali, dedicandosi più frequentemente a incontri e competizioni amichevoli con gli equipaggi delle navi sbarcate in città e con altre formazioni pugliesi, affrontate nella locale piazza d'Armi, chiamata "Campo San Lorenzo" e situata nelle vicinanze della stazione ferroviaria centrale, al principio dei quartieri San Pasquale e Carrassi.
Dal Bari FBC si separano due altre società: nel 1908 l'Unione Sportiva Ideale e nel 1909 il Foot-Ball Club Liberty; quest'ultimo, anche se entità societaria del tutto indipendente manterrà un legame di affinità con il Bari originario.
Nel 1910 e 1911 i biancorossi partecipano a competizioni organizzate dalla FIGC, i due campionati meridionali di Seconda Categoria 1909-1910 e 1910-1911 persi contro il Naples Foot-Ball Club unico sfidante, e il campionato pugliese di Terza Categoria 1909-10, vinto dalla formazione riserve a confronto delle prime squadre di Sporting Club Lecce e Società Sportiva Pro Italia di Taranto.
Nel 1915, dopo l'entrata del Regno d'Italia nella grande guerra il Bari F.B.C. chiude l'attività agonistica, a differenza di Liberty e Ideale che pur riducendo notevolmente l'attività rimangono in vita. La società biancorossa non riapre l'esercizio dopo la pausa bellica, in quanto molti suoi giocatori e dirigenti si trasferiscono nel Liberty. Nel 1924 il Bari viene rifondato come Foot-Ball Club Bari, con gli stessi colori sociali della compagine del 1908: dopo aver ottenuto la promozione in Prima Divisione, massima serie dell'epoca, ed essersi piazzata nel fondo del girone pugliese nella stagione 1924-1925, questa formazione cessa di esistere dopo l'ultimo posto rimediato nella Terza Divisione 1926-1927. Negli anni venti la città di Bari è rappresentata nelle massime categorie da Liberty e Ideale, in rivalità reciproca per il primato cittadino e identificando ciascuna maggiormente le due anime della società barese dell'epoca: il Liberty quella aristocratica e borghese, e l'Ideale quella popolare, operaia e proletaria.

### Dalla nascita dell'U.S. Bari agli anni quaranta (1928-1950)
Il 27 febbraio del 1928, su ordine del segretario federale (fascista) di Bari Leonardo D'Addabbo, il Liberty (rinominatosi da un anno "Bari Football Club") e l'Ideale si fondono nell'Unione Sportiva Bari. Nell'estate del 1928 il nuovo Bari riassume il bianco e rosso, colori della città, mentre un referendum popolare indetto da Alfredo Bogardo, giornalista della rivista barese Cine-Sport, designa il gallo mascotte della formazione pugliese, sicché da questo momento i giocatori del Bari saranno chiamati galletti. Nei futuri sei anni i galletti disputano le proprie gare interne nel Campo degli Sports del quartiere barese Carrassi, costruito nel 1925.
I biancorossi, dopo la stagione 1928-1929 in Divisione Nazionale, categoria ereditata dal Liberty, vengono retrocessi nella neo istituenda Serie B causa la riorganizzazione dei campionati, iniziando un'alternanza fra le due serie maggiori che li vede in Serie A, la nuova massima serie inaugurata nel 1929, nel biennio 1931-1933 e nel sessennio 1935-1941. Quest'ultimo rimane finora il periodo più lungo disputato dal Bari nell'anzidetta categoria. In questi anni il club lancia sul panorama calcistico nazionale giovani giocatori, soprattutto baresi. Dal 1934 la squadra gioca nel nuovo stadio della Vittoria. Nella stagione 1940-1941 la società, carente di liquidità, retrocede in Serie B. Nel campionato seguente i galletti, allenati prima da András Kuttik e poi da Stanislao Klein si laureano per la prima volta campioni della serie cadetta, ma l'anno successivo retrocedono ancora dopo gli spareggi-salvezza, salvo poi essere riammessi per cause belliche.

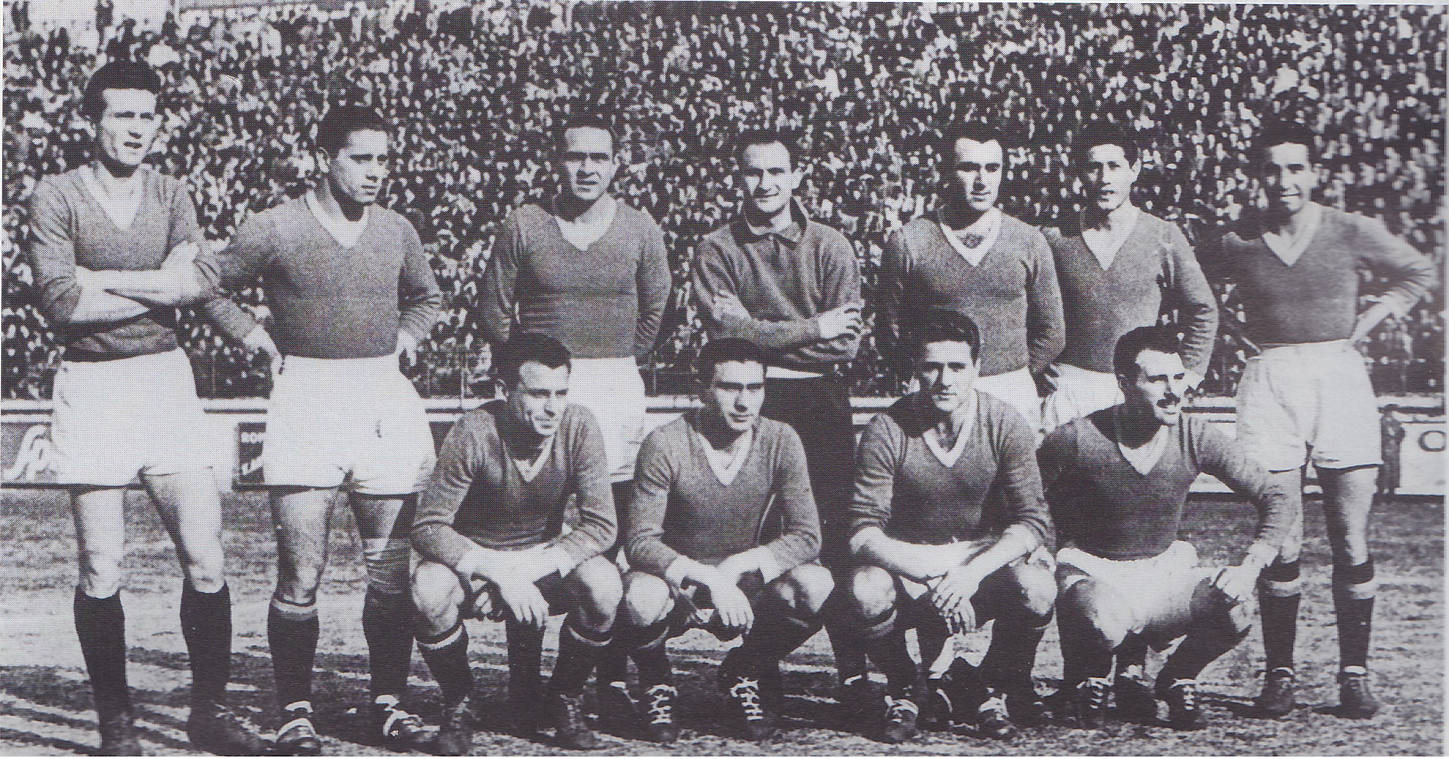
Il Bari giunto settimo nella Serie A 1946-1947; il piazzamento non è stato in seguito eguagliato.

Il 1º gennaio 1945, sul finire della seconda guerra mondiale, il ricostituito club modifica la denominazione sociale in Associazione Sportiva Bari; nell'estate dello stesso anno vi subentra come presidente l'imprenditore Tommaso Annoscia. A causa dei problemi di molte società calcistiche i biancorossi vengono riammessi nel campionato misto Serie A-B di Divisione Nazionale, che concludono al primo posto nel girone centro-meridionale ex aequo con il Napoli primo classificato. Allenati prima da Raffaele Costantino e poi da András Kuttik, i galletti chiudono la Serie A 1946-1947 in settima posizione, piazzamento finora mai eguagliato dalla formazione pugliese. In quegli anni il Bari è soprannominato "la Stella del Sud". Dall'edizione 1948-1949 l'andamento dei biancorossi è più altalenante e nella stagione 1949-1950 retrocedono, dopo cinque anni di permanenza nella massima categoria, con il presidente Annoscia a denunciare pubblicamente favoritismi operati da un gruppo di arbitri alla Roma, concorrente del Bari per la salvezza nelle ultime giornate di campionato, poi salva. I ripetuti ricorsi del Bari vengono rigettati e Annoscia punito con una squalifica di tre anni; deluso e risentito decide di lasciare il mondo del Calcio.

### Dalla retrocessione nelle serie minori al ritorno in massima serie (1950-1961)
Il Bari retrocede anche l'anno seguente, in Serie C per la prima volta nella sua storia. Nel 1951 inizia una fase di commissariamento comunale, essendo venuta a mancare per l'azienda sportiva una società. L'anno successivo, arrivati sesti nel proprio girone della Serie C 1951-1952 i biancorossi vengono assorbiti nella neo istituenda IV Serie semiprofessionistica, costituita con il lodo Barassi.
Nell'estate del 1953 è nominato presidente del Bari l'avvocato Achille Tarsia Incuria, assessore comunale allo sport e turismo, sotto la cui amministrazione si cerca di gestire l'impresa calcistica in maniera più ponderata e meno dispendiosa. Con l'allenatore barese Francesco Capocasale i galletti sono promossi in terza serie nel 1954 a seguito di un sofferto girone di spareggi, vincendo poi anche il titolo nazionale di IV Serie, e l'anno successivo tornano in cadetteria dopo un altro primato, in Serie C. Infine nel 1958 i pugliesi tornano in Serie A vincendo un doppio spareggio con il Verona - penultimo in massima serie -; mantengono la categoria per tre stagioni.

### La presidenza De Palo (1961-1977)

Il professor Angelo De Palo, stimato per onestà e serietà; lo storico Gianni Antonucci lo definisce il papà del Bari.

In questi anni la situazione societaria è in evoluzione: Tarsia Incuria è stato sostituito come presidente nel 1956 e gli sono succeduti altri due uomini, ognuno dei quali dimessosi quando non ha potuto più fornire adeguata continuità finanziaria al club; nel 1963 il Comune di Bari decreta la fine di ogni forma di commissariamento del Bari Calcio, che vede rimanere come presidente Angelo De Palo, ginecologo della provincia di Bari rinomato nell'ambiente medico del Sud Italia, già co-commissario da due anni.
I galletti giocano due campionati di Serie A, il 1963-1964 e il 1969-1970, inframezzati dal triennio della guida tecnica di Lauro Toneatto che siede sulla panchina biancorossa dall'estate 1966, in terza serie, alla promozione in A del 1969 (si dimette subito dopo). Nel giugno 1967 l'A.S. Bari è diventata una società per azioni, in ottemperanza ad una legge sulle società sportive.
Nell'estate del 1972, in cadetteria, in difficili situazioni finanziarie De Palo affida al tecnico Carlo Regalia un netto ringiovanimento della rosa, ottenendo con essa la metà classifica nel campionato 1972-1973; questa squadra sarà ricordata come il Bari dell'Onda Verde per l'alto numero di giovani esordienti. Retrocessi per la terza volta in C nel 1974, i pugliesi tornano in seconda serie tre anni dopo; nello stesso 1977 il professor De Palo getta le basi per un ammodernamento della società biancorossa e il potenziamento del vivaio, anche accordando l'ingresso di nuovi soci, considerate le sue crescenti difficoltà finanziarie nella gestione del club, ma muore inaspettatamente il 9 agosto 1977.

### L'era Matarrese

#### I primi nove anni con il ritorno in Serie A (1977-1986)

Il Bari dei baresi della stagione 1981-82, allenato da Enrico Catuzzi e quarto classificato in Serie B; tale definizione ha origine dal fatto che i 6/11 della formazione titolare erano nati nel capoluogo pugliese.

Dopo circa un mese, la famiglia Matarrese accetta l'offerta di diventare azionista di maggioranza dell'A.S. Bari; l'allora onorevole democristiano Antonio Matarrese ne diventa il nuovo presidente. Matarrese realizza il progetto di De Palo. Dopo aver investito nel quadriennio 1977-1981 cospicue quantità di denaro per riportare i biancorossi in Serie A, ma senza successo, al fine di alleggerire il bilancio della società sportiva, per la stagione cadetta 1981-1982 la prima squadra viene affidata al tecnico della formazione Primavera Enrico Catuzzi, ringiovanendo la rosa con innesti dalla sua stessa giovane squadra, quell'anno vincitrice della Coppa Italia Primavera. Catuzzi sperimenta con questa la nuova tattica della "zona totale" (è uno dei primi sperimentatori in Europa), una variante della "zona". Il suo gioco viene molto apprezzato, anche a livello nazionale, e a fine campionato manca la promozione in massima serie per due punti; viene ricordato come "il Bari dei baresi". Quasi interamente mantenuta, questa formazione non si conferma nella stagione seguente, e retrocede in C.
Nell'estate 1983 Antonio Matarrese cede la carica di presidente al fratello Vincenzo, che a sua volta affida la panchina dei biancorossi a Bruno Bolchi; questi riporta in due anni i galletti in Serie A, categoria attesa dai baresi da quindici anni. La prima serie dura anche stavolta un anno (la stagione 1985-1986). Negli anni ottanta il Bari è soprannominato dai giornali "squadra ammazza grandi" per le prestazioni effettuate in Coppa Italia, dove dal 1981 al 1984 ferma sul pari o batte varie compagini di Serie A; nell'edizione del 1983-1984, da militante in C1, ha eliminato Juventus e Fiorentina giungendo in semifinale.

#### Fine anni ottanta, anni novanta e primi duemila (1986-2001)

I giocatori del Bari, assieme al presidente Vincenzo Matarrese (al centro), festeggiano il successo nella Coppa Mitropa del 1990; si tratta del primo (e finora unico) titolo internazionale della società.

I biancorossi ricominciano l'alternanza fra prima e seconda serie, durata fino ai primi anni duemila, in cui la società lancia ancora vari giocatori dal suo vivaio, ne scopre di provenienti da altre formazioni minori e ne valorizza delle prime serie nazionali ed estere. Il primo periodo più lungo passato in A, di questo trascorso, è il triennio 1989-1992 con mister Gaetano Salvemini, che nel 1990 porta i galletti a vincere la Coppa Mitropa, primo e unico trofeo internazionale vinto dalla squadra, e a chiudere il massimo campionato al decimo posto in classifica; nella stagione 1991-1992, dopo pesanti investimenti effettuati dall'A.S. Bari per portare nel capoluogo atleti accreditati, i biancorossi retrocedono in Serie B (con Salvemini dimesso dopo le prime cinque giornate di campionato). Dopo quest'esperienza, negli anni successivi la proprietà biancorossa rinuncerà all'acquisto di calciatori molto accreditati. Nell'estate del 1990, anche in occasione dei mondiali di Calcio è stato inaugurato il nuovo stadio San Nicola di Bari.
Nel quadriennio 1997-2001 in massima categoria, sotto la guida del toscano Eugenio Fascetti i galletti terminano la stagione 1998-1999 al decimo posto, qualificandosi alla Coppa Intertoto cui il club rinuncia di partecipare. Nel frattempo, dalla seconda metà degli anni novanta vari gruppi della tifoseria biancorossa hanno iniziato a manifestare talvolta evidente disaccordo nei confronti della gestione dei Matarrese, considerata poco ambiziosa.

#### Anni duemila: l'ottennio in Serie B (2001-2009)
In serie cadetta, il Bari conclude spesso la competizione in posizioni di metà classifica e al termine del 2003-2004 retrocede in Serie C1 dopo aver perso gli spareggi salvezza contro il Venezia; viene poi ripescato a causa del fallimento di alcune società. In questi anni lo stadio San Nicola subisce un calo di spettatori. Nel frattempo, dal 2001 e nei futuri tredici anni la famiglia Matarrese gestisce una serie di trattative per la cessione dell'A.S. Bari, finite quasi tutte senza risultati, l'unica conclusa affermativamente è, nel 2008, la vendita del 10% di capitale sociale ai costruttori baresi De Bartolomeo.
Nel campionato di B 2008-2009, il tecnico Antonio Conte guida con consensi i galletti al primo posto finale di classifica, con la conseguente promozione in Serie A dopo otto stagioni d'assenza.

#### Dal biennio in Serie A al fallimento del 2014 (2009-2014)

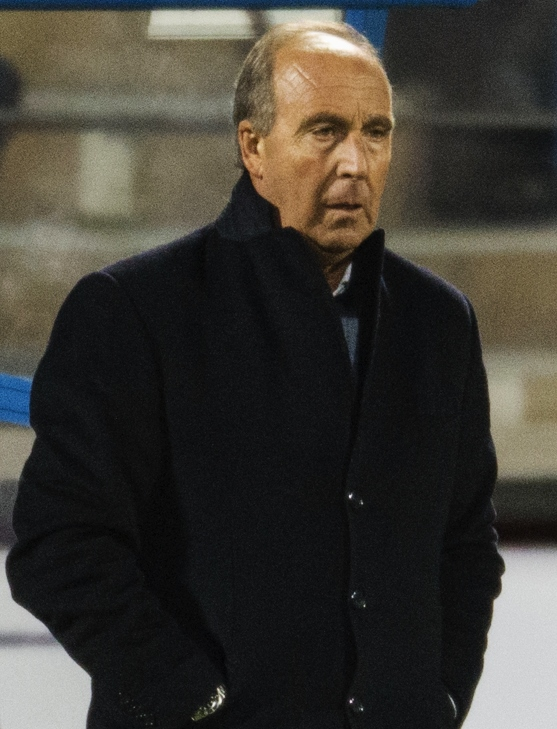
Gian Piero Ventura, allenatore del Bari nel biennio 2009-2011, ha ottenuto il decimo posto in Serie A nel 2010.

Il Bari di Gian Piero Ventura (che ha sostituito Conte, dimessosi prima dell'inizio del campionato) è tra le rivelazioni del massimo campionato 2009-2010 e viene apprezzato per il gioco praticato; dopo aver concluso questa stagione al decimo posto in classifica, in quella successiva retrocede all'ultimo posto. Nell'estate del 2011 Vincenzo Matarrese abbandona la presidenza del Bari dopo ventotto anni; da questo momento i Matarrese demandano a un amministratore unico la guida della società, in loro vece.
Indagini giudiziarie iniziate nel 2011 rilevano che nella stagione 2010-2011 alcuni giocatori del Bari sono stati parte di un sistema di alterazione del corso delle gare, finalizzato all'arricchimento con le scommesse, le conseguenti sentenze penalizzano l'A.S. Bari per responsabilità oggettiva con la sottrazione di 5 punti in classifica all'inizio della stagione 2012-2013. Il Bari, indebitato, anche a causa della difficile situazione finanziaria delle imprese del Gruppo Matarrese, la holding di cui fa parte il club sportivo, mette in atto un'autogestione e investe sui giovani. 
La formazione disputa tre stagioni di Serie B durante le quali le gare interne, dopo un'ottima affluenza di spettatori nel triennio 2008-2011 registrano nuovamente un calo, con la tifoseria ancora a manifestare il desiderio di un cambio di proprietà del club, che garantisca ad esso scenari migliori.
Nel febbraio 2014 l'A.S. Bari, con circa 30 milioni di euro di debiti, apre presso il tribunale del capoluogo pugliese la procedura di auto-fallimento, dichiarato ufficialmente il 10 marzo dello stesso anno.

### Il F.C. Bari 1908 e l'esclusione dalla Serie B (2014-2018)
Il 23 maggio 2014 i beni aziendali della società non ancora pignorati, comprese prima squadra e formazioni giovanili, e il titolo sportivo, vengono rilevati, dopo un'asta, dal Football Club Bari 1908 rappresentato dall'ex arbitro barese Gianluca Paparesta, che diventa il nuovo presidente.
Nel giugno del 2016 l'imprenditore molfettese Cosmo Antonio Giancaspro, già socio di minoranza del Bari Calcio dal dicembre 2015, ne diviene amministratore unico in quanto solo sottoscrittore dell'aumento di capitale sociale deliberato in precedenza.
Dopo aver disputato quattro campionati in Serie B tra alti e bassi, il 16 luglio 2018 la società, con un debito di 12 milioni di euro, è esclusa dal successivo campionato cadetto a causa della mancata ricapitalizzazione; il titolo sportivo e tutti gli atleti, che il club aveva ereditato quattro anni prima dalla vecchia A.S. Bari, vengono perduti. Il Football Club Bari 1908 sarà poi dichiarato fallito dal Tribunale delle imprese il 15 gennaio 2019.

### La nuova S.S.C. Bari (dal 2018)
Il 1º agosto 2018 il sindaco di Bari Antonio Decaro consegna il nuovo titolo sportivo di Serie D, concesso dalla FIGC in virtù della tradizione sportiva biancorossa (art. 52 delle N.O.I.F.), alla Filmauro S.r.l., già proprietaria dal 2004 del Calcio Napoli. Presidente della Società Sportiva Calcio Bari è nominato Luigi De Laurentiis. La compagine pugliese vince il girone I della Serie D 2018-2019 e al terzo anno disputato in terza serie vince il girone C, centrando la promozione diretta in Serie B, ritrovata dopo quattro anni d'assenza. Nella stagione 2022-2023, in cadetteria, il Bari conclude la stagione al terzo posto e perde la finale dei play-off contro il Cagliari. Nei due anni seguenti, i galletti dapprima guadagnano la permanenza nella categoria tramite la vittoria del play-out contro la Ternana, e infine si piazzano al nono posto.

## Colori e simboli

### Colori
Fonti
Il Bari di Ludwig indossava maglie granata tendenti al rosso (da qui il soprannome di "camicie rosse", con cui la Gazzetta dello Sport definì i footballer baresi nel 1910), perché fra i tessuti di cui il commerciante austriaco disponeva non ve n'erano di rossi, e lunghi pantaloncini bianchi; per alcuni mesi del 1915, prima dello scioglimento del club, questo iniziò a indossare casacche a strisce nere e verdi.
Dal 1928 in poi i galletti hanno indossato frequentemente, sia pure con qualche eccezione in alcune stagioni e con le opportune fantasie stilistiche (queste ultime hanno iniziato a manifestarsi dai primi anni cinquanta) divise bianche con risvolti rossi. Una caratteristica quasi costante fra Bari FBC e AS Bari, sino agli anni cinquanta sono stati i calzettoni neri, che dal 1928 presentavano una fascetta bianca e poi dagli anni quaranta furono cuciti con due fascette sovrapposte, bianca e rossa. La seconda divisa, indossata in trasferta per rendere più distinguibili i giocatori dalla squadra avversaria, ha presentato quasi costantemente invertiti i colori della prima; dagli anni ottanta i calciatori baresi hanno avuto a disposizione anche una terza divisa, blu con piccoli motivi bianchi e rossi.
Degna di menzione è altresì l'inedita maglia verde con fascia ventrale bianca che i "galletti" indossarono il 12 settembre 1993 in occasione della partita esterna di Serie B contro il Vicenza: tali divise vennero approntate all'ultimo minuto allorché ci si rese conto che sia la maglia casalinga che quella da trasferta a disposizione del Bari non "staccavano" cromaticamente a sufficienza dall'abbigliamento dei veneti.
Qui di seguito sono illustrate alcune uniformi della squadra, selezionate in base alla novità che hanno rappresentato nel proprio periodo storico, alla rilevanza storica o al prototipo stilistico tipico del loro periodo. I disegni delle ultime sei uniformi riportate sono opera degli sponsor tecnici che il club ha avuto nei relativi anni.
| 1908-1915 | 1915 | 1928-1929 | 1952-1953 | 1976-1977 |

| 1984-1985 | 1989-1990 | 1994-1995 | 2005-2006 | 2009-2010 |

### Simboli ufficiali

#### Stemma
Il simbolo della neonata Unione Sportiva Bari, il galletto, fu disegnato per la prima volta, come altri famosi stemmi del calcio italiano (tra cui la zebra per la Juventus, il biscione visconteo per l'Inter ed il diavolo per il Milan), dal vignettista Carlin che li realizzò nel 1928 per il Guerin Sportivo.
Lo stemma in uso fino al 2014, che riproduceva la testa stilizzata di un galletto, fu realizzato dal designer italiano Piero Gratton per lo sponsor tecnico Pouchain e comparve sulle maglie a partire dalla stagione 1979-80, campionato in cui molte squadre italiane, con l'avvento del moderno merchandising, decisero di realizzare dei nuovi stemmi da registrare all'Ufficio italiano brevetti e marchi.
Il 2 luglio 2014 viene presentato il nuovo logo della società, disegnato dai grafici Gigi Buonsante e Cinzia Torro. Questo cambia radicalmente rispetto al precedente. L'unico elemento ancora presente è la cresta del vecchio galletto la quale però non è più diretta verso la sinistra, bensì verso destra. Al centro è predominante la scritta FC BARI 1908 accanto ad 11 righe in diagonale che rappresentano il rilancio della società dopo il fallimento e gli 11 giocatori che formano la squadra. Oltre al colore rosso simbolo della città di Bari, è presente anche il color oro il quale rappresenta l'aureola di San Nicola, simbolo e santo patrono del capoluogo pugliese. Questo stemma è rimasto in vigore fino al termine della stagione 2015-2016.
L'8 luglio 2016, a seguito di un cambio di proprietà, il club ha adottato nuovo logo disegnato dall'art director Paolo Baldassarri sulla falsariga del modello usato negli anni 1970: un ancile partito bianco e rosso e bordato in nero, contenente sulla sinistra un galletto rosso a figura intera, in piedi sopra un pallone "vecchio stile" (con struttura a strisce rettangolari cucite) egualmente rosso, sulla destra la ragione sociale (scrivendo il nome BARI in stampatello e Football Club 1908 in corsivo e con un carattere tipografico differente).
Il 13 settembre 2018, con il cambio di proprietà, è stato presentato il nuovo logo realizzato dall'agenzia di comunicazione LaboratorioCom.it, con il ritorno del galletto su uno sfondo bianco e rosso con la scritta SSC Bari.

#### Inno
L'inno ufficiale si chiama Bari grande amore, ed è stato scritto e cantato da Sabino Bartoli.

## Strutture

### Stadio

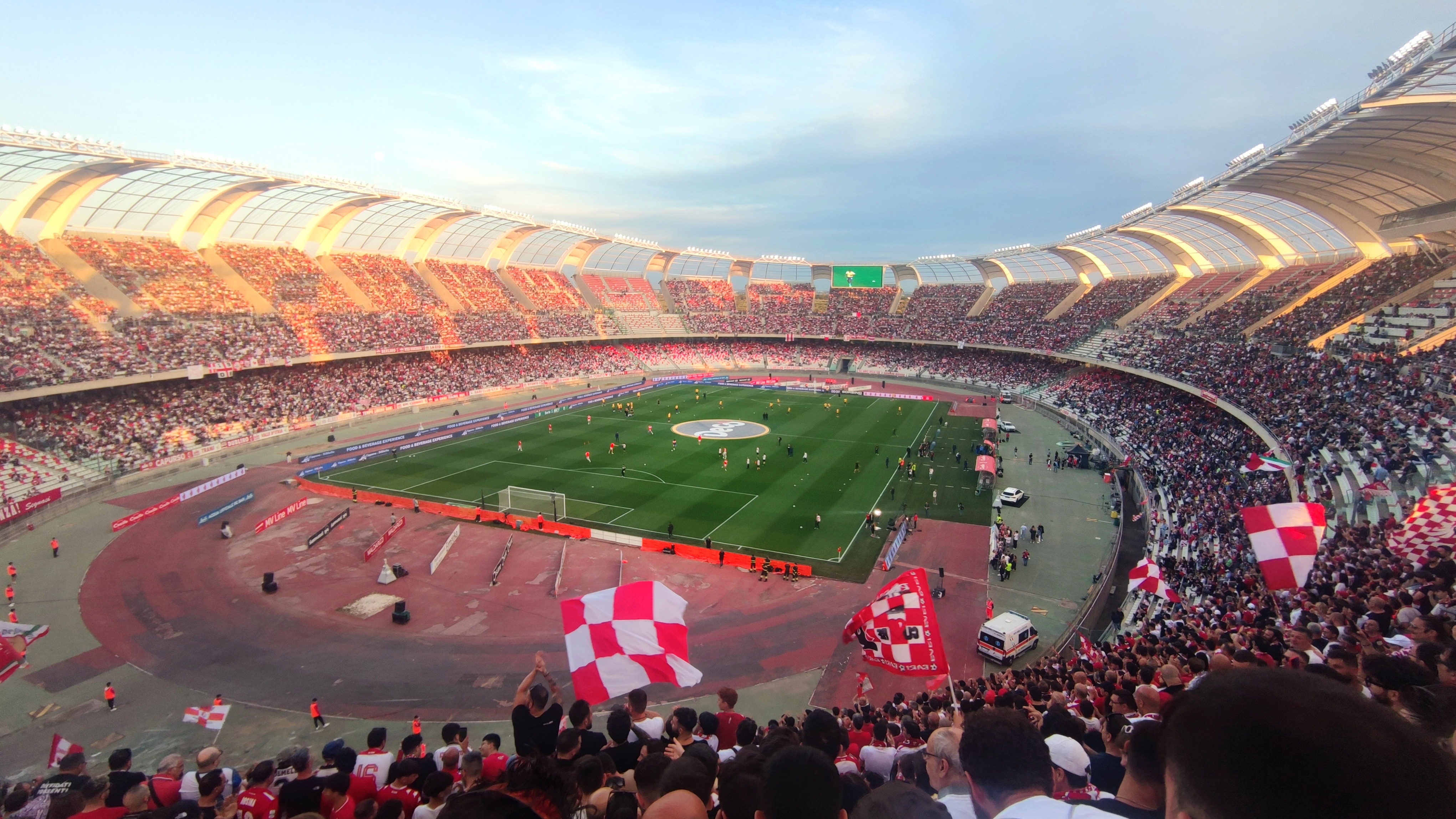
L'interno dello stadio San Nicola.

Dal 1908, anno della sua fondazione, il Foot-Ball Club Bari utilizzò come campo di gioco la Piazza d'armi della città di Bari, chiamata "Campo San Lorenzo", che i militari concedevano in uso. Questo campo si trovava nel quartiere barese San Pasquale, allora poco urbanizzato, nella zona dell’ex caserma Rossani (c'è tuttavia da osservare che l'ex caserma Rossani ricade in quello che almeno ora è già il territorio del quartiere Carrassi, seppure al confine). Un altro campo utilizzato dalle formazioni baresi, dal 1908 in poi, fu il "Campo Marisabella", che prendeva il nome dalla contrada omonima, sita nelle vicinanze della costa adriatica e dell'odierna Fiera del Levante; quest’ultimo, stando alle varie testimonianze non fu usualmente utilizzato per partite ufficiali. Il San Lorenzo fu condiviso dal Bari con le altre squadre calcistiche cittadine e continuò ad essere usato nei decenni successivi agli anni dieci; nel 1919 i militari ne transennarono i bordi del campo e negli anni venti disponeva di alcune tribunette.
Il Bari rifondato nel 1928 giocò inizialmente nel Campo degli Sports, stadio costruito nel 1925 dalla società calcistica barese F.C. Liberty nel rione Carrassi, in adiacenza con il carcere. Era all'epoca considerato uno degli stadi maggiormente attrezzati del Sud Italia. Inizialmente dotato di una tribuna in tufo, acciaio e legno di 200 posti a sedere, il Campo Sports fu interessato da due ristrutturazioni per avvicinarne le dotazioni agli standard e alle necessità del periodo, rispettivamente nel 1928 e 1931; queste modifiche mantennero l'assetto e la tipologia costruttiva dell'impianto portandolo nel 1931 a disporre di una gradinata per ogni lato del campo, per un totale di circa 10.000 posti a sedere.
Non soddisfacendo a sufficienza, il Campo degli Sports fu sostituito nel 1934 dallo Stadio della Vittoria. Sito nel quartiere barese Marconi, a fianco della Fiera del Levante, quest'impianto ha la struttura portante in calcestruzzo armato e tamponature in tufo, è ad anello unico, a pianta ellittica lievemente schiacciata e conta più di 45000 posti a sedere; il Bari vi ha giocato le sue gare interne per 56 anni.
Nel 1990, anche in occasione dei mondiali italiani, è stato inaugurato lo Stadio San Nicola, disegnato dall'architetto Renzo Piano e realizzato anch'esso in calcestruzzo armato; presenta le gradinate a due anelli sovrapposti (di cui l'anello superiore a spicchi concavi in parte separati) per un totale di 60000 posti a sedere. È soprannominato l'astronave perché visto dall'esterno fa pensare appunto a un'astronave atterrata sull'altura che ne è sede.

### Centro di allenamento
Il Bari svolge le sue sedute di allenamento presso l'antistadio situato vicino allo stadio San Nicola. Negli ultimi tempi i calciatori del Bari hanno fatto presente che l'impianto presenta problemi di drenaggio e questo causa l'affaticamento dei calciatori durante gli allenamenti nei periodi di pioggia.

## Società
Fonti

Il Bari Foot-Ball Club, il cui atto costitutivo ufficiale fu firmato l'11 aprile 1908, era una società in cui ogni giocatore era al contempo socio e pagava l'iscrizione e, settimanalmente, una retta di permanenza per l'acquisto di tutto il materiale necessario all'attività calcistica, dai palloni al gesso per tracciare le linee del campo. Il club fu da subito affiliato alla FIF (FIGC dal 1909) ed era dotato di uno statuto di 24 articoli approvato assieme all'atto costitutivo.
Poco si conosce del F.B.C. Bari rifondato nel 1924 (ordine delle parole invertito rispetto all'omologo di sedici anni prima), se non che anch’esso si occupò solo di calcio.
Il Bari nato nel 1928 dalla fusione di Liberty e Ideale, era una società sostenuta finanziariamente dagli stessi presidenti, talvolta assieme ai soci minoritari. Nel ventennio fascista il presidente era nominato dalla federazione barese dei fasci, con cui interloquiva; dal 1951, dopo che Tommaso Annoscia volle uscire dalla gestione della società sportiva, questa iniziò ad essere commissariata dal Comune di Bari fino al 1963. Fin dall'epoca fascista il passaggio della società da una dirigenza alla successiva, che assicurava a questa tutto l'apporto finanziario, avveniva gratuitamente senza alcuna compravendita, eccetto che per l'eventuale richiesta da parte del proprietario uscente, dei crediti spettantigli. Nel 1967 l'A.S. Bari divenne una società per azioni ottemperando a una legge dell'ottobre 1961.
Nel 1977, dopo la morte del presidente Angelo De Palo, possessore del 92% del pacchetto azionario, i Matarrese rilevata la maggioranza del capitale sociale, sempre gratuitamente, hanno posto la società sportiva come controllata della propria holding.
Nel 2014, dichiarato l'autofallimento, l'Associazione Sportiva Bari ha cessato di esistere; il tribunale di Bari ne ha quindi venduto i beni aziendali (dopo averne fatto stimare il valore di mercato e saldato la maggior parte possibile di debiti) tramite asta pubblica, vinta dal Football Club Bari 1908. Nell'estate 2018 il F.C. Bari 1908 non è riuscito a iscriversi al campionato di competenza, rimanendone escluso.
Al nuovo sodalizio, acquisito nello stesso anno dalla Filmauro S.r.l. (già proprietaria della Società Sportiva Calcio Napoli), è stato affidato un titolo sportivo di Serie D completamente distinto da quello precedente.

### Organigramma societario
- Luigi De Laurentiis - Amministratore Unico
- Giuseppe Magalini - Direttore Sportivo
- Valerio Di Cesare - Vice Direttore Sportivo
- Davide Teti - Segretario Sportivo
- Antonello Ippedico - Segretario Generale
- Gianni Picaro - Team Manager

### Sponsor
| Cronologia degli sponsor tecnici - 1978-1979 Puma - 1979-1981 Pouchain - 1981-1997 Adidas - 1997-2005 Lotto - 2005-2015 Erreà - 2015-2016 Nike - 2016-2017 Umbro - 2017-2018 Zeus Sport - 2018-2024 Kappa - 2024- Erreà |

## Diffusione nella cultura di massa
La squadra del Bari ha particolarmente suscitato l'interesse dei media nazionali per tre volte: la prima volta nel campionato di Serie A 1938-1939, con la squadra allenata dall'ungherese József Ging, che disponeva di Capocasale, Grossi e Costantino (tanto che l'EIAR fu spinto a trasmettere in fuori programma e in diretta radiofonica l'incontro Genoa-Bari del 15 gennaio 1939), la seconda volta nel campionato di Serie B 1981-1982, in cui la giovane compagine allenata da Enrico Catuzzi fu ammirata soprattutto per il gioco praticato, e nella stagione 2009-2010 di massima serie, quando la formazione guidata da Gian Piero Ventura fu apprezzata per il gioco espresso.
Un altro caso d'interesse dei media si ebbe nella primavera del 2014, con il successo dell'hashtag #compratelabari, lanciato sulle reti sociali dall'allora calciatore biancorosso Daniele Sciaudone per sensibilizzare gli imprenditori a rilevare l'azienda biancorossa dopo il fallimento dell'A.S. Bari; aderirono all'hashtag anche molte personalità dello spettacolo. L'indicazione della squadra al femminile, la Bari (come questa veniva chiamata fino agli anni sessanta), da parte di molti sostenitori si è diffusa a partire dagli anni duemila; non si conosce il motivo specifico del riutilizzo, talvolta, dell'articolo femminile. Racconta proprio della rimonta in campionato dei galletti, nella stagione 2013-2014 dopo il fallimento dell'AS Bari, il film-documentario Una meravigliosa stagione fallimentare, girato fra il 2014 e il 2015.
Nelle opere della cultura italiana vi sono dei riferimenti al Bari Calcio, dalle citazioni marginali in alcuni film (come in Ladri di biciclette del 1948, dove il Bari viene citato in un aggiornamento radiofonico domenicale), o nelle pellicole calcistiche degli anni ottanta, L'allenatore nel pallone, dove il club è citato come uno dei tanti guidati dall'allenatore Oronzo Canà, e Mezzo destro mezzo sinistro - 2 calciatori senza pallone, dove la squadra è un'avversaria della "Marchigiana") a quelle più corpose, come nella serie televisiva italiana Classe di ferro (girata fra la fine degli anni ottanta e l'inizio degli anni novanta), in cui Paolo Sassanelli interpreta il militare barese di leva Gabriele Serra, appassionato tifoso del Bari. Nel film Camerieri (1995), la squadra pugliese è nella schedina Totocalcio giocata dai protagonisti e se ne sentono alcuni tratti di cronaca radiofonica. In un'altra serie televisiva italiana del 1992, dal titolo Un inviato molto speciale, il protagonista Damiano Tarantella, giornalista pugliese della Rai interpretato da Lino Banfi, inizia le proprie avventure improvvisandosi inviato in un Bari-Juventus giocato allo stadio San Nicola. In una scena del film My Name Is Tanino (2003), del regista Paolo Virzì, il protagonista (Tanino) è alle prese con gli ingrati coinquilini, tifosi baresi.
Per quanto riguarda la stampa, si fa menzione del Bari in Cine-Sport, una sorta di rivista trisettimanale molto simile ad un giornale, il cui editore era Ferdinando Pinto. Il periodico, pubblicato nella città di Bari dal 1927 al 1952, trattava principalmente del Bari (e, prima ancora, del Bari Football Club), in tono vivace, leggermente ironico e a tratti goliardico, con disegni, schizzi e caricature, ma forniva anche notizie e indiscrezioni sulle varie compagini sportive, non solo calcistiche, di Bari e provincia. Dal 1996 al 2012 la rivista ufficiale della formazione biancorossa fu Il Bari, il cui direttore editoriale era Gianni Antonucci, storico del club; tale pubblicazione cessò nell'ottobre 2012 per via della carenza di liquidità allora sofferta dalla società calcistica, sua unica finanziatrice.
Più artisti hanno dedicato canzoni al Bari, fra cui i più noti sono Tony Santagata (Bari, Bari, inno degli anni settanta-ottanta) e Nicola Pignataro (U' gardidde, anni novanta). Ultimo in ordine cronologico Checco Zalone (Cuore Biancorosso , 2008) cantato per la prima volta durante il Capodanno Barese 2008.

## Allenatori e presidenti

### Allenatori
Dal 1928 il Bari ha avuto 61 allenatori, dei quali il primatista di presenze è Eugenio Fascetti, con 190 panchine.
Gli allenatori stranieri che hanno guidato il Bari sono 11 di nazionalità ungherese (Ernő Erbstein, János Hajdu, Árpád Weisz, Lászlo Barr, András Kuttik, József Ging, Stanislao Klein, János Vanicsek, Ferenc Plemich, György Sárosi), 3 di nazionalità austriaca (Josef Uridil, Tony Cargnelli, Engelbert König), uno di nazionalità cecoslovacca (János Nehadoma), 2 di nazionalità argentina (Luis Carniglia e Hugo Lamanna), un polacco (Zbigniew Boniek) e un brasiliano (Sebastião Lazaroni).
- 1908-1928 ...
- 1928  Ferenc Plemich
- 1928-1929  Ernő Erbstein
- 1929-1930  Josef Uridil
- 1930-1931  János Hajdu
- 1931-1932  Árpád Weisz
- 1932-1933  Ernő Erbstein (1ª-6ª)
 Lászlo Barr (7ª-34ª)
- 1933-1934  Tony Cargnelli
- 1934-1935  Engelbert König (1ª-6ª)
 András Kuttik (7ª-30ª)
- 1935-1936  András Kuttik
- 1936-1938  Tony Cargnelli
- 1938-1939  József Ging
- 1939-1940  András Kuttik (1ª-10ª)
 Raffaele Costantino (11ª-21ª)
 Luigi Ferrero (22ª-30ª)
- 1940-1941  Luigi Ferrero
- 1941-1942  András Kuttik (1ª-18ª)
 Raffaele Costantino (19ª)
 Stanislao Klein (20ª-34ª)
- 1942-1943  János Vanicsek (1ª-17ª)
 Raffaele Costantino (18ª-30ª e spareggi)
- 1944-1945  Raffaele Costantino
- 1945-1946  Raffaele Costantino (1ª-13ª)
 János Nehadoma (14ª-20ª)
- 1946-1947  János Nehadoma (1ª-7ª)
 Raffaele Costantino (8ª-14ª)
 András Kuttik (15ª-38ª)
- 1947-1948  András Kuttik (1ª-6ª)
 Ferenc Plemich (7ª-18ª)
 András Kuttik (19ª-40ª)
- 1948-1949  András Kuttik (1ª-4ª)
 Ferenc Plemich (5ª-7ª)
 György Sárosi (8ª-38ª)
- 1949-1950  György Sárosi
- 1950-1951  Federico Allasio (1ª-7ª)
 Ambrogio Alfonso (8ª-12ª)
 Mario Sandron (13ª-19ª)
 Francesco Capocasale e  Raffaele Costantino (20ª-21ª)
 Paolo Giammarco (22ª)
 Pietro Piselli (23ª-24ª)
 Paolo Giammarco (25ª)
 Raffaele Costantino (26ª-42ª)
- 1951-1952  Raffaele Costantino (1ª-11ª)
 Vincenzo Marsico (12ª-32ª)
 Ro Vittorio (33ª-34ª)
- 1952-1953  Raffaele Sansone
- 1953-1956  Francesco Capocasale
- 1956-1958  Federico Allasio
- 1958-1959  Paolo Tabanelli
- 1959-1960  Paolo Tabanelli (1ª-19ª)
 Francesco Capocasale (20ª-34ª)
- 1960-1961  Francesco Capocasale (1ª-7ª)
 Onofrio Fusco (8ª)
 Luis Carniglia (9ª-34ª e spareggi)
- 1961-1962  Federico Allasio (1ª-21ª)
 Onofrio Fusco (22ª-38ª)
- 1962-1963  Pietro Magni
- 1963-1964  Pietro Magni (1ª-5ª)
 Tommaso Maestrelli (6ª-10ª)
 Paolo Tabanelli (11ª-34ª)
- 1964-1965  Paolo Tabanelli (1ª-8ª)
 Francesco Capocasale e  Onofrio Fusco (9ª-34ª)
 Hugo Lamanna (35ª-38ª)
- 1965-1966  Hugo Lamanna (1ª-26ª)
 Filippo Calabrese (27ª-34ª)
- 1966-1969  Lauro Toneatto
- 1969-1970  Oronzo Pugliese (1ª-23ª)
 Carlo Matteucci (24ª-30ª)
- 1970-1972  Lauro Toneatto
- 1972-1974  Carlo Regalia
- 1974-1975  Luciano Pirazzini
- 1975-1976  Luciano Pirazzini (1ª-9ª)
 Giovanni Seghedoni (10ª-29ª)
 Giuseppe Pozzo (30ª-38ª)
- 1976-1977  Giacomo Losi
- 1977-1978  Giacomo Losi (1ª-18ª)
 Mario Santececca (19ª-38ª)
- 1978-1979  Mario Santececca (1ª-10ª)
 Giulio Corsini (11ª-33ª)
 Enrico Catuzzi (34ª-38ª)
- 1979-1980  Antonio Renna
- 1980-1981  Antonio Renna (1ª-27ª)
 Enrico Catuzzi (28ª-38ª)
- 1981-1982  Enrico Catuzzi
- 1982-1983  Enrico Catuzzi (1ª-25ª)
 Luigi Radice (26ª-38ª)
- 1983-1986  Bruno Bolchi
- 1986-1988  Enrico Catuzzi
- 1988-1991  Gaetano Salvemini
- 1991-1992  Gaetano Salvemini (1ª-5ª)
 Zbigniew Boniek (6ª-34ª)
- 1992-1993  Sebastião Lazaroni (1ª-18ª)
 Giuseppe Materazzi (19ª-38ª)
- 1993-1995  Giuseppe Materazzi
- 1995-1996  Giuseppe Materazzi (1ª-12ª)
 Eugenio Fascetti (13ª-34ª)
- 1996-2000  Eugenio Fascetti
- 2000-2001  Eugenio Fascetti (1ª-28ª)
 Arcangelo Sciannimanico (29ª-34ª)
- 2001-2002  Arcangelo Sciannimanico (1ª-7ª)
 Attilio Perotti (8ª)
 Arcangelo Sciannimanico (9ª-11ª)
 Attilio Perotti (12ª-38ª)
- 2002-2003  Attilio Perotti (1ª)
 Marco Tardelli (2ª)
 Attilio Perotti (3ª-17ª)
 Marco Tardelli (18ª-38ª)
- 2003-2004  Marco Tardelli (1ª-13ª)
 Giuseppe Pillon (14ª-46ª e play-out)
- 2004-2006  Guido Carboni
- 2006-2007  Rolando Maran (1ª-25ª)
 Giuseppe Materazzi (26ª-42ª)
- 2007-2008  Giuseppe Materazzi (1ª-19ª)
 Antonio Conte (20ª-42ª)
- 2008-2009  Antonio Conte
- 2009-2010  Gian Piero Ventura
- 2010-2011  Gian Piero Ventura (1ª-24ª)
 Bortolo Mutti (25ª-38ª)
- 2011-2013  Vincenzo Torrente
- 2013-2014  Carmine Gautieri (lug.-ago.)
 Roberto Alberti Mazzaferro (1ª-42ª e play-off)
- 2014-2015  Devis Mangia (1ª-14ª)
 Davide Nicola (15ª-42ª)
- 2015-2016  Davide Nicola (1ª-21ª)
 Andrea Camplone (22ª-42ª e play-off)
- 2016-2017  Roberto Stellone (1ª-13ª)
 Stefano Colantuono (14ª-42ª)
- 2017-2018  Fabio Grosso
- 2018-2019  Giovanni Cornacchini
- 2019-2020  Giovanni Cornacchini (1ª-5ª)
 Vincenzo Vivarini (6ª-30ª e play-off)
- 2020-2021  Gaetano Auteri (1ª-23ª)
 Massimo Carrera (24ª-36ª)
 Gaetano Auteri (37ª-38ª e play-off)
- 2021-2023  Michele Mignani
- 2023-2024  Michele Mignani (1ª-9ª)
 Pasquale Marino (10ª-23ª)
 Giuseppe Iachini (24ª-33ª)
 Federico Giampaolo (34ª-38ª e play-out)
- 2024-2025  Moreno Longo
- 2025-  Fabio Caserta

### Presidenti
Dal 1928 il Bari ha avuto 27 presidenti, il più longevo dei quali è stato Vincenzo Matarrese, con 28 anni di gestione.
- 1908-?  Adolfo Angeli[118]
...
- 1924  Donato Nicola Fornarelli[119]
- 1924-1925  Emanuele Messeni Petruzzelli[120]
- 1928  Alfredo Atti[120]
- 1928-1929  Del Buono-Pirelli-Russo
- 1929-1931  Alfredo Atti
- 1931-1932  Liborio Mincuzzi
- 1932-1933  Sebastiano Roca
- 1933-1934  Raffaele Tramonte
- 1934-1935  Giovanni Tomasicchio
- 1935-1936  Giovanni Di Cagno Abbrescia
- 1936-1937  Vincenzo Signorile
- 1937-1938  Giuseppe Abbruzzese
- 1938-1940  Giambattista Patarino
- 1940  Angelo Albanese
- 1940-1941  Pasquale Ranieri
- 1941-1943  Giuseppe Santoro
- 1944-1945  Francesco De Palma
- 1945-1950  Tommaso Annoscia
- 1950-1951  Rocco Scafi
- 1951-1952  Florenzo Brattelli
- 1952-1953  Francesco Saverio Lonero
- 1953-1956  Achille Tarsia Incuria
- 1956-1959  Gianfranco Brunetti
- 1959-1961  Vincenzo La Gioia
- 1961-1963  Angelo Marino-Angelo De Palo
- 1963-1977  Angelo De Palo
- 1977-1983  Antonio Matarrese
- 1983-2011  Vincenzo Matarrese
- 2011-2012  Claudio Garzelli
- 2012-2014  Francesco Vinella
- 2014-2016  Gianluca Paparesta
- 2016-2018  Cosmo Antonio Giancaspro
- 2018-  Luigi De Laurentiis

## Calciatori

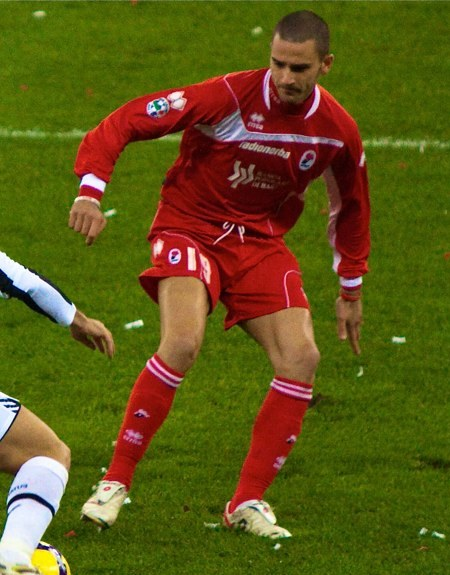
Leonardo Bonucci, emerso al Bari nella stagione 2009-2010, si guadagna la convocazione per il.

### Contributo alle nazionali
Di seguito l'elenco dei giocatori che sono stati chiamati a vestire la maglia azzurra della nazionale italiana durante il periodo di militanza nel Bari:
- Raffaele Costantino 6 presenze, 3 gol
- Tommaso Maestrelli 1 presenza
- Giuseppe Moro 1 presenza
- Gianluca Zambrotta 2 presenze
- Leonardo Bonucci 2 presenze, 1 gol

Di seguito l'elenco dei giocatori che sono stati convocati al Mondiale durante il periodo di militanza nel Bari:
- Néstor Lorenzo (Italia 1990)
- Rachid Neqrouz (Francia 1998)
- Phil Masinga (Francia 1998)

- Leonardo Bonucci (Sudafrica 2010)
- Edgar Álvarez (Sudafrica 2010)
- Walid Cheddira (Qatar 2022)

Di seguito l'elenco dei giocatori che sono stati convocati all'Europeo durante il periodo di militanza nel Bari:
- David Platt (Svezia 1992)
- Daniel Andersson (Belgio-Paesi Bassi 2000)

- Yksel Osmanovski (Belgio-Paesi Bassi 2000)
- George Pușcaș (Germania 2024)

## Palmarès

### Competizioni internazionali
- Coppa Mitropa: 1

1990

### Competizioni nazionali
- Serie B: 2

1941-1942, 2008-2009
- Serie C: 1

1954-1955

### Altre competizioni
- Serie mista A-B Centro-Sud: 1

1945-1946
- Serie C: 3

1966-1967 (girone C), 1976-1977 (girone C), 2021-2022 (girone C)
- Serie C1: 1

1983-1984 (girone C)
- Scudetto IV Serie: 1

1953-1954
- Serie D: 1

2018-2019 (girone I)
- IV Serie: 1

1953-1954 (girone H)
- Seconda Divisione: 1

1923-1924
- Terza Categoria: 1

1909-1910
- Torneo misto pugliese 1944-1945: 1

1944-1945

### Competizioni giovanili
- Torneo di Viareggio: 1

1997
- Campionato Primavera: 1

1999-2000
- Coppa Italia Primavera: 2

1980-1981, 1997-1998
- Campionato Allievi Nazionali: 2

1993-1994, 1999-2000
- Torneo Internazionale Maggioni-Righi: 4

1983, 1984, 1986, 1994

## Statistiche e record

### Partecipazione ai campionati
| Livello | Categoria           | Partecipazioni | Debutto   | Ultima stagione | Totale |
| ------- | ------------------- | -------------- | --------- | --------------- | ------ |
| 1º      | Prima Divisione     | 1              | 1924-1925 | 1924-1925       | 33     |
| 1º      | Divisione Nazionale | 2              | 1928-1929 | 1945-1946       | 33     |
| 1º      | Serie A             | 30             | 1931-1932 | 2010-2011       | 33     |
| 2º      | Seconda Categoria   | 2              | 1909-1910 | 1910-1911       | 54     |
| 2º      | Prima Divisione     | 2              | 1926-1927 | 1927-1928       | 54     |
| 2º      | Serie B             | 50             | 1929-1930 | 2025-2026       | 54     |
| 3º      | Serie C             | 10             | 1951-1952 | 2021-2022       | 11     |
| 3º      | Serie C1            | 1              | 1983-1984 | 1983-1984       | 11     |
| 4º      | IV Serie            | 2              | 1952-1953 | 1953-1954       | 3      |
| 4º      | Serie D             | 1              | 2018-2019 | 2018-2019       | 3      |

### Partecipazioni alle coppe nazionali
| Competizione         | Partecipazioni | Debutto   | Ultima stagione | Totale |
| -------------------- | -------------- | --------- | --------------- | ------ |
| Coppa Italia         | 67             | 1935-1936 | 2025-2026       | 74     |
| Coppa Italia Serie C | 6              | 1974-1975 | 2021-2022       | 74     |
| Coppa Italia Serie D | 1              | 2018-2019 | 2018-2019       | 74     |

### Partecipazioni alle competizioni internazionali
| Competizione     | Partecipazioni | Debutto | Ultima stagione | Totale |
| ---------------- | -------------- | ------- | --------------- | ------ |
| Coppa delle Alpi | 1              | 1970    | 1970            | 2      |
| Coppa Mitropa    | 1              | 1990    | 1990            | 2      |

In 91 stagioni sportive dall'esordio ufficiale, a livello nazionale nel Direttorio Divisioni Superiori nel 1926, come Foot-Ball Club Bari, compresi due tornei di Divisione Nazionale e due tornei cadetti antecedenti il girone unico. A metà degli anni Venti si registrò un primo tentativo di rinascita del club del 1908 nel Comitato Regionale Pugliese, con un campionato di Seconda Divisione 1923-1924 ed uno di Prima Divisione 1924-1925.

### Statistiche di squadra

Il Bari della stagione 1983-1984, capace di raggiungere la semifinale di Coppa Italia nonostante la militanza in Serie C1.

- Miglior piazzamento in Serie A: 7º posto nella stagione 1946-1947
- Punti massimi ottenuti in serie A: 50 nella stagione 2009-2010
- Maggior numero di vittorie in A: 16 - 1946-1947 a 20 squadre
- Vittorie consecutive in Serie B: 6 - 2008-2009[126]
- Risultati utili consecutivi in Serie B: 16 - 1988-1989 (2 serie), 2008-2009[127][128]
- Maggior numero di risultati utili consecutivi: 25 in Serie C nella stagione 2019-2020 a 20 squadre.
- Eugenio Fascetti (1995-2001) è l'allenatore rimasto più a lungo sulla panchina del Bari (in tutto più di 5 anni, dal dicembre 1995 al maggio 2001); il precedente record era quello di Gaetano Salvemini (3 anni e 3 mesi: dal luglio 1988 a fine settembre 1991) e assieme, Bruno Bolchi, Lauro Toneatto e Francesco Capocasale, tutti tre per 3 anni tondi sulla panchina biancorossa.
- Vittoria più larga: Genzano-Bari 0-9 (1974-1975).[129]
- Maggior numero di campionati di Serie A terminati all'ultimo posto: cinque volte (1940-1941, 1963-1964, 1969-1970, 2000-2001 e 2010-2011). Record relativo al solo calcio italiano.
- Nella classifica media punti a partita della Serie A, il Bari è al 21º posto con 1.05 punti (classifica formata da squadre che hanno totalizzato almeno 20 stagioni nella stessa serie citata).

### Statistiche individuali

Antonio Cassano, talento di Bari Vecchia.

- Acquisto più costoso: David Platt dall'Aston Villa per 12 miliardi di lire - 1991-1992
- Cessione più remunerativa: Antonio Cassano alla Roma per 60 miliardi di lire - 2000-2001

Di seguito le top 10 dei primatisti di presenze e reti in campionato della storia della società:
Dati aggiornati all'11 luglio 2023.
| Record di presenze - 353 Jean François Gillet (2000-2003, 2004-2011) - 318 Giovanni Loseto (1982-1993) - 313 Mario Mazzoni (1953-1963) - 273 Giorgio De Trizio (1980-1989) - 262 Bruno Cicogna (1958-1968) - 257 Angelo Terracenere (1981-1983, 1985-1993) - 251 Antonio Bellavista (1994-1996, 1996-1997, 2000-2008) - 251 Vittorio Spimi (1969-1976) - 236 Alessandro Carlini (1939-1943, 1945-1950) - 235 Aurelio Galli (1968-1976) | Record di reti - 70 Luigi Bretti (1950-1952, 1953-1958) - 60 Mirco Antenucci (2019-2023) - 58 Gionatha Spinesi (1998-2004) - 54 Mihály Vörös (1948-1953) - 49 Biagio Catalano (1956-1965) - 47 Francesco Caputo (2008-2009, 2010, 2011-2015) - 46 Igor Protti (1992-1996) - 45 Raffaele Costantino (1928-1930, 1935-1939) - 44 Cristian Galano (2008-2010, 2011-2015, 2017-2018, 2022-2023) - 43 Giuseppe Scategni (1929-1933) |

## Tifoseria

### Storia

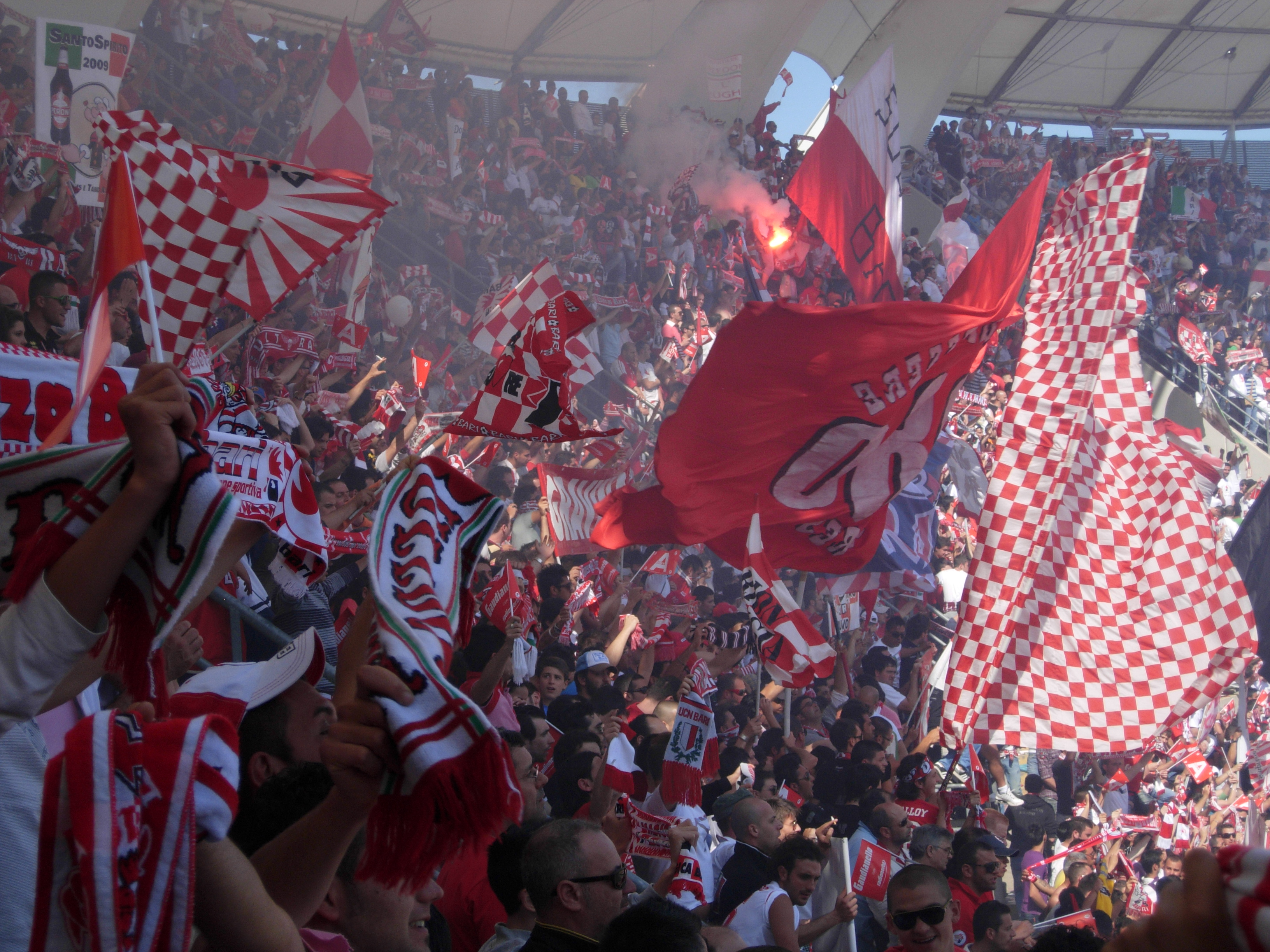
Tifosi del Bari, in Curva Nord allo stadio San Nicola.

Dai racconti dello storico del Bari Gianni Antonucci si evince che il "tifo" calcistico vero e proprio, a Bari iniziò a manifestarsi negli anni 1910-11 per poi avere la piena affermazione nel primo dopoguerra, in ambito strettamente locale, con il Liberty e l'Ideale, compagini concittadine e rivali.
Pochi mesi dopo la fusione del 1928, fra Liberty (già Bari F.C.) e Ideale a dare l'U.S. Bari, nacquero i primi club di tifosi; "La banda dei pollastri", "L'ordine del galletto" e il "27+2" quelli di cui ci perviene il nome. Nei decenni seguenti e per buona parte del Novecento, il tifo legato al Bari Calcio, come in altre zone d'Italia si alimentò e sviluppò più che altro in maniera spontanea.
Dalla seconda metà degli anni cinquanta si distinse Peppino Cusmai, un tifoso corpulento e con baffi all'ungherese, figura trainante per la tifoseria biancorossa fino agli ultimi anni settanta. A partire sempre dalla seconda metà dei settanta si costituirono i gruppi organizzati e di coordinamento, che organizzano le trasferte.
Nel 1976 nascono i primi gruppi ultras biancorossi, gli U.C.N., letteralmente "Ultras Curva Nord", federazione unitaria di vari gruppi ultras (chiamati anche "teschi alati" per via del loro stemma); nel tempo si vanno sviluppando massicce rappresentanze di tifo non meno appassionato anche in curva sud, fra cui un altro gruppo ultras, "Estrema Guardia", di acronimo EG. Come altri gruppi ultras italiani, negli anni duemila e duemiladieci quelli baresi criticano fortemente il "Calcio moderno" e la tessera del tifoso. Nell'agosto del 2012 il movimento UCN viene sciolto, rimanendo attivi diversi gruppi ultras che lo costituivano. Il posto prima occupato in curva nord dagli UCN viene preso dal nuovo gruppo principale, "i Seguaci della Nord", ai quali si affiancano i Bulldog (associazione preesistente) e i Re David.
La trasferta ad ora con il maggior seguito di tifosi biancorossi si è avuta allo stadio Collana di Napoli il 27 giugno 1954 in occasione di Bari-Colleferro, spareggio promozione dalla IV Serie alla Serie C (vinto 2-1 dai biancorossi), con circa 20.000 sostenitori al seguito.

### Gemellaggi e rivalità[135][136][141]
Il gemellaggio più duraturo degli ultras biancorossi è quello con i salernitani, nato nel 1984 allo stadio della Vittoria di Bari tanto fra ultras quanto fra club comuni, dal 1988 è in vigore il gemellaggio con i reggini, nel 2006 si concretizza quello con i sampdoriani. 
Forte rivalità della tifoseria barese è quella con il Lecce, particolarmente sentito in passato il derby con il Taranto (squadra non incontrata sul campo per ventotto anni, fino al 2021). Vi è poi rivalità, specie da parte degli ultras, anche con i foggiani.

## Organico

### Rosa
Rosa e numerazioni aggiornata al 14 agosto 2025.
| N. |                      | Ruolo | Calciatore             |
| -- | -------------------- | ----- | ---------------------- |
| 1  | Italia (bandiera)    | P     | Marco Pissardo         |
| 3  | Italia (bandiera)    | D     | Alessandro Tripaldelli |
| 7  | Italia (bandiera)    | A     | Giuseppe Sibilli       |
| 8  | Italia (bandiera)    | C     | Riccardo Pagano        |
| 9  | Danimarca (bandiera) | A     | Christian Gytkjær      |
| 10 | Italia (bandiera)    | C     | Nicola Bellomo         |
| 11 | Italia (bandiera)    | A     | Gabriele Moncini       |
| 12 | Italia (bandiera)    | P     | Paolo De Lucci         |
| 14 | Italia (bandiera)    | C     | Vincenzo Onofrietti    |
| 15 | Italia (bandiera)    | D     | Sheriff Kassama        |
| 17 | Italia (bandiera)    | A     | Emanuele Rao           |
| 18 | Italia (bandiera)    | A     | Giacomo Manzari        |
| 19 | Italia (bandiera)    | C     | Filippo Faggi          |
| 20 | Uruguay (bandiera)   | C     | Gastón Pereiro         |
| 21 | Italia (bandiera)    | A     | Anthony Partipilo      |

| N. |                    | Ruolo | Calciatore                 |
| -- | ------------------ | ----- | -------------------------- |
| 22 | Italia (bandiera)  | P     | Michele Sanrocco           |
| 23 | Italia (bandiera)  | D     | Francesco Vicari           |
| 24 | Italia (bandiera)  | D     | Lorenzo Dickmann           |
| 25 | Italia (bandiera)  | D     | Raffaele Pucino            |
| 27 | Austria (bandiera) | C     | Matthias Braunöder         |
| 28 | Italia (bandiera)  | A     | Hemsley Akpa-Chukwu        |
| 29 | Belgio (bandiera)  | C     | Matthias Verreth           |
| 30 | Italia (bandiera)  | C     | Moussa Balla Mane          |
| 31 | Italia (bandiera)  | P     | Michele Cerofolini         |
| 32 | Italia (bandiera)  | C     | Vincenzo Davide Colangiuli |
| 39 | Italia (bandiera)  | D     | Pantaleo Spadavecchia      |
| 43 | Grecia (bandiera)  | D     | Dīmītrīs Nikolaou          |
| 55 | Italia (bandiera)  | D     | Luca Sassarini             |
| 76 | Kosovo (bandiera)  | D     | Idrit Mavraj               |
| 93 | Algeria (bandiera) | D     | Mehdi Dorval               |

### Staff tecnico
- Giuseppe Magalini - Direttore sportivo
- Valerio Di Cesare - Vice Direttore sportivo
- Fabio Caserta - Allenatore
- Salvatore Accursi - Allenatore in seconda
- Luigi Viola - Collaboratore tecnico
- Aldo Reale - Responsabile preparatore atletico
- Francesco Saverio Cosentino - Preparatore atletico
- Roberto Maurantonio - Preparatore dei portieri
- Filippo Giordano - Match anaylist
- Emanuele Caputo - Responsabile sanitario
- Battista Ippolito - Medico sociale
- Vito Ungaro - Medico sociale
- Alessandro Schena - Fisioterapista
- Francesco Sorgente - Fisioterapista
- Francesco Loiacono - Osteopata
- Pasquale Rizzi - Podologo